# Jäälinjärvi
Jäälinjärvi är en sjö i Finland. Den ligger i kommunen Uleåborg i landskapet Norra Österbotten, i den centrala delen av landet, 500 km norr om huvudstaden Helsingfors. Jäälinjärvi ligger 39,5 meter över havet. Arean är 93,1 hektar och strandlinjen är 7,64 kilometer lång. Sjön  ingår i Bottenvikens kustområde.   I omgivningarna runt Jäälinjärvi växer i huvudsak blandskog.